# 라네르스시

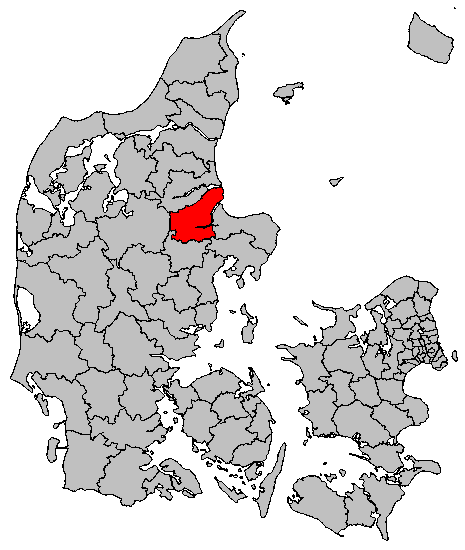
라네르스 시의 위치

라네르스시(덴마크어: Randers Kommune)는 덴마크 중앙윌란 지역에 위치한 지방 자치체로 행정 중심지는 라네르스이며 면적은 748.21km2, 인구는 96,559명(2014년 4월 1일 기준)이다. 윌란반도 북동부 연안에 위치한다.